# Mistrzostwa Polski w Boksie 1949
20. Mistrzostwa Polski w boksie mężczyzn odbyły się od 5 do 8 maja 1949 roku we Wrocławiu. Startowało 89 zawodników.

## Medaliści
| Kategoria:                    | Złoto:                                | Srebro:                                | Brąz:                                                                    |
| waga musza (do 50,8 kg)       | Janusz Kasperczak (Gwardia Wrocław)   | Jerzy Mikołajczewski (Gwardia Gdańsk)  | Biedakiewicz (Gwardia Słupsk) Edward Gumowski (Gryf Toruń)               |
| waga kogucia (do 53,5 kg)     | Maksymilian Grzywocz (Huta Zabrze)    | Stefan Czarnecki (Zryw Łódź)           | Mieczysław Kaflowski (Gwardia Wrocław) Henryk Klein (Gedania Gdańsk)     |
| waga piórkowa (do 57,2 kg)    | Aleksy Antkiewicz (Gwardia Gdańsk)    | Józef Kruża (Zjednoczeni Bydgoszcz)    | Rudolf Matloch (Huta Zabrze) Kazimierz Panke (Gwardia Poznań)            |
| waga lekka (do 61,2 kg)       | Antoni Czortek (Radomiak)             | Alfons Piotrowski (Brda Bydgoszcz)     | Leszek Kudłacik (Gedania Gdańsk) Ryszard Waluga (Ogniwo Wrocław)         |
| waga półśrednia (do 66,7 kg)  | Zygmunt Chychła (Gedania Gdańsk)      | Jerzy Olejnik (ŁKS Łódź)               | Tadeusz Rynkowski (Stoczniowiec Szczecin) Henryk Sznajder (Stal Chorzów) |
| waga średnia (do 72,6 kg)     | Henryk Nowara (Batory Chorzów)        | Władysław Kwiatkowski (Gwardia Gdańsk) | Tadeusz Grzelak (Włókniarz Kalisz) Zbigniew Zagórski (Polonia Warszawa)  |
| waga półciężka (do 79,4 kg)   | Franciszek Szymura (Gwardia Warszawa) | Kazimierz Kołeczko (Ostrovia)          | Józef Dobija (BBTS Bielsko-Biała) Wacław Krupiński (Stal Wrocław)        |
| waga ciężka (powyżej 79,4 kg) | Jan Klimecki (Gwardia Wrocław)        | Władysław Niewadził (Zryw Łodź)        | Bernard Białkowski (Gedania Gdańsk) Jan Rutkowski (Związkowiec Szczecin) |